# ند رورم
ند رورم (انگلیسی: Ned Rorem; ۲۳ اکتبر ۱۹۲۳ – ۱۸ نوامبر ۲۰۲۲) آهنگساز موسیقی کلاسیک معاصر، نویسنده، استاد دانشگاه، و بازیگر اهل ایالات متحده آمریکا بود. وی در سال ۱۹۷۶ برنده جایزه پولیتزر موسیقی شد.